# Sauber C23
La Sauber C23 è una monoposto di Formula 1 con cui la scuderia Sauber ha partecipato al stagione 2004.

## Piloti
La Sauber cambiò completamente la propria formazione rispetto al 2003: come prima guida venne ingaggiato l'italiano Giancarlo Fisichella che si scambiò di posto col tedesco Nick Heidfeld, passato alla Jordan dopo 3 stagioni nel team svizzero, mentre il brasiliano Felipe Massa, dopo un anno di assenza, tornò a ricoprire il ruolo di seconda guida, in sostituzione del tedesco Heinz Harald Frentzen nel frattempo ritiratosi dalla F1.

## Presentazione
La monoposto è stata svelata nell'Hangar 7 dell'aeroporto di Salisburgo, ed è scesa in pista per la prima volta a Valencia il 19 Gennaio 2004, con alla guida Giancarlo Fisichella.

### Livrea e Sponsor
La scuderia adotta la stessa livrea e gli stessi sponsor dell'anno precedente, tranne quello della compagnia di software TEMENOS.  Lo sponsor principale è Credit Suisse. Sarà l'ultima vettura che recherà lo sponsor Red Bull, che nel 2005 fonderà una propria squadra, la Red Bull Racing.

## Sviluppo e Caratteristiche Tecniche
Il direttore tecnico Willy Rampf disse di aver scelto l' "approccio pragmatico”: quindi di seguire da vicino il concetto della migliore vettura sul campo presente allora: la Ferrari F2003-GA. Infatti la Sauber si presenta molto simile a quest’ultima. Dichiarò inoltre che: "Dopo le modifiche apportate alla parte posteriore del C22 durante la stagione 2003, che ha dimostrato di essere il primo passo riuscito in questa direzione, abbiamo deciso di continuare questo approccio con la C23. Rampf ha aggiunto che: "la stagione 2003 ci ha fatto capire dove era la nostra debolezza, poiché la nostra nuova galleria del vento non sarà operativa fino a dopo il roll-out della macchina; per cui abbiamo dovuto trovare un altro modo di progettare una buona auto con dei prerequisiti ottimali, per avere un ulteriore margine di sviluppo nel corso della stagione: questo approccio ci ha permesso di raggiungere il nostro obiettivo dichiarato ".

### Caratteristiche Tecniche
L'auto era spinta da un motore Ferrari V10 aspirato da 3.0 litri 90 gradi, marchiato Petronas. il carburante ufficiale utilizzato è il malese Petronas, mentre le gomme erano fornite dalla giapponese Bridgestone.

L'elettronica era dalla ditta italiana Magneti Marelli. Vennero adottate le sospensioni del tipo push-rod sia all'anteriore che al posteriore, con ammortizzatori della Sachs Race Engineering

## Stagione
L'avvio di stagione fu abbastanza sofferto con appena 3 punti raccolti nelle prime 5 gare, anche se la monoposto si dimostrò da subito abbastanza affidabile, collezionando un solo ritiro; dal Gran Premio di Monaco si ebbero dei progressi, con i due piloti che cominciarono a raccogliere punti con molta regolarità e piazzandosi comunque spesso tra i primi dieci; i migliori risultati furono due 4º posti, ottenuti in Canada, da Fisichella, e in Belgio, da Massa che in seguito, durante la gara di casa in Brasile, riuscì perfino a issarsi al comando per qualche giro.

A differenza del 2003, la Sauber non riuscí mai a salire sul podio, ma riconfermò il sesto posto nel Campionato Costruttori e con un bottino di ben 34 contro i 19 dell'anno prima e facendo registrare appena cinque ritiri su 36 partecipazioni.

## Risultati in Formula 1[3]
| Anno | Team   | Motore           | Gomme | Piloti     |     |    |    |    |   |     |   |     |     |    |   |    |     |   |    |   |   |   | Punti | Pos. |
| ---- | ------ | ---------------- | ----- | ---------- | --- | -- | -- | -- | - | --- | - | --- | --- | -- | - | -- | --- | - | -- | - | - | - | ----- | ---- |
| 2004 | Sauber | Petronas 04A V10 | B     | Fisichella | 10  | 11 | 11 | 9  | 7 | Rit | 6 | 4   | 9   | 12 | 6 | 9  | 8   | 5 | 8  | 7 | 8 | 9 | 34    | 6º   |
| 2004 | Sauber | Petronas 04A V10 | B     | Massa      | Rit | 8  | 12 | 10 | 9 | 5   | 9 | Rit | Rit | 13 | 9 | 13 | Rit | 4 | 12 | 8 | 9 | 8 | 34    | 6º   |

| Legenda | 1º posto     | 2º posto | 3º posto    | A punti         | Senza punti/Non class.  | Grassetto – Pole position Corsivo – Giro più veloce |
| Legenda | Squalificato | Ritirato | Non partito | Non qualificato | Solo prove/Terzo pilota | Grassetto – Pole position Corsivo – Giro più veloce |